# Rudolf Thierbach
Rudolf Thierbach (* 1926 in Löbau) ist ein ehemaliger deutscher Politiker (SPD) und der letzte Landrat des Kreises Usingen.
Rudolf Thierbach leistete im Zweiten Weltkrieg Kriegsdienst und geriet in Kriegsgefangenschaft. Danach studierte er Rechtswissenschaften und schloss das Studium mit beiden Staatsexamen und der Promotion ab. Er wurde 1955 Beamter im hessischen Innenministerium. 1966 wurde er nach dem Tod von Heinrich Müller zum Landrat des Landkreises Usingen gewählt. Im Rahmen der Gebietsreform in Hessen wurden 1972 der Landkreis Usingen und der Obertaunuskreis zum Hochtaunuskreis zusammengeschlossen. Erster Landrat des neuen Kreises wurde nicht Rudolf Thierbach, sondern sein Amtskollege aus dem Obertaunuskreis Werner Herr. Rudolf Thierbach arbeitete danach als Anwalt und Notar in Usingen.